# فرانکلین‌فورد، ویکتوریا
فرانکلین‌فورد (به انگلیسی: Franklinford) یک منطقهٔ مسکونی در استرالیا است که در ویکتوریا (استرالیا) واقع شده‌است.